# Người đàm phán (phim)
Người đàm phán (tựa tiếng Anh: Bridge of Spies) là một bộ phim lịch sử năm 2015 do Steven Spielberg đạo diễn và đồng sản xuất, Matt Charman và anh em nhà Coen viết kịch bản, với sự tham gia của Tom Hanks, Mark Rylance, Amy Ryan và Alan Alda. Lấy bối cảnh Chiến tranh Lạnh, bộ phim xoay quanh luật sư James B. Donovan, người được giao nhiệm vụ đàm phán trao đổi Rudolf Abel, một điệp viên KGB bị Hoa Kỳ giam giữ và thân chủ của Donovan, lấy Francis Gary Powers, một phi công Cơ quan Tình báo Trung ương lái máy bay do thám U-2 bị bắn hạ tại Liên Xô. Tựa tiếng Anh bộ phim ám chỉ Cầu Glienicke nối Potsdam và Berlin, nơi diễn ra cuộc trao đổi tù nhân thật. Bộ phim là sản phẩm hợp tác sản xuất của Hoa Kỳ, Ấn Độ, Đức và Anh.
Dự án Người đàm phán có biệt danh là St. James Place. Quay phim chính bắt đầu vào ngày 8 tháng 9 năm 2014 tại Brooklyn, Thành phố New York. Babelsberg Studios sản xuất bộ phim tại Potsdam, Đức. Touchstone Pictures của Walt Disney Studios Motion Pictures phát hành bộ phim tại Hoa Kỳ và Canada vào ngày 16 tháng 10 năm 2015, 20th Century Fox phát hành bộ phim ở nhũng thị trường khác.
Người đàm phán được giới phê bình đánh giá cao về mọi mặt và thu về 165 triệu đô la Mỹ so với kinh phí 40 triệu đô la Mỹ. Bộ phim nhận được sáu đề cử Giải Oscar, bao gồm Giải Oscar cho phim xuất sắc nhất và kịch bản gốc xuất sắc nhất. Rylance đoạt Giải Oscar cho nam diễn viên phụ xuất sắc nhất.

## Cốt truyện
Năm 1957, Rudolf Abel bị bắt tại Thành phố New York và bị buộc tội làm gián điệp cho Liên Xô. Luật sư James B. Donovan, từng là luật sư của Cơ quan Tình báo Chiến lược và hiện đang hành nghề luật bảo hiểm, được chỉ định làm luật sư bào chữa của Abel. Donovan tích cực bào chữa cho Abel và từ chối tiết lộ thông tin của Abel cho Cơ quan Tình báo Trung ương.
Abel bị kết án, nhưng chỉ bị tuyên phạt tù 30 năm sau khi Donovan thuyết phục thẩm phán không tuyên phạt tử hình để có người trao đổi tù nhân với Liên Xô trong tương lai. Donovan kháng cáo bản án lên Tòa án tối cao vì cảnh sát không có lệnh khám xét, thu giữ bằng chứng kết tội Abel. Donovan bị dư luận chỉ trích vì bào chữa cho Abel và gia đình ông bị quấy rối, bao gồm một vụ xả súng vào nhà của ông. Tòa án tối cao y án của Abel.
Năm 1960, Francis Gary Powers, một phi công lái máy bay do thám U-2 cho Cơ quan Tình báo Trung ương, bị bắn hạ tại Liên Xô trong khi thực hiện nhiệm vụ. Anh bị kết án làm gián điệp cho Hoa Kỳ và bị tuyên phạt mười năm giam giữ, bao gồm ba năm tù.
Donovan nhận được một lá thư gửi từ Cộng hòa Dân chủ Đức của một người mạo danh là vợ của Abel cảm ơn ông và đề nghị ông liên lạc với luật sư Wolfgang Vogel của nhà Abel. Cơ quan Tình báo Trung ương nhận định rằng đây là một thông điệp kênh 2 của Liên Xô muốn đổi Powers lấy Abel và cử Donovan đến Đông Berlin để đàm phán trong khi Bức tường Berlin đang được xây dựng. Ông gặp một sĩ quan KGB tại Đại sứ quán Liên Xô và Vogel, đại diện Tổng chưởng lý Cộng hòa Dân chủ Đức Harald Ott. Vogel đề nghị đổi Frederic Pryor, một sinh viên cao học người Mỹ bị bắt ở Đông Berlin, lấy Abel để nhận được sự công nhận chính thức của Hoa Kỳ.
Đặc vụ Hoffman của Cơ quan Tình báo Trung ương yêu cầu Donovan bỏ qua Pryor, nhưng ông khăng khăng đòi phải có cả Pryor và Powers để trao đổi Abel. Donovan đe dọa Ott rằng sẽ không trao đổi Abel nếu Pryor và Powers không được thả và ám chỉ Liên Xô sẽ quy trách nhiệm cho Cộng hòa Dân chủ Đức. Các bên đồng ý trao đổi Powers và Abel tại Cầu Glienicke, Pryor thì được thả cùng lúc tại Trạm kiểm soát Charlie. Vogel chần chừ thả Pryor. Hoffman cho phép Abel đi qua cầu, nhưng Abel từ chối vì tôn trọng sự tận tâm của Donovan trong việc bào chữa ông và cứu Pryor. Pryor được thả và cuộc trao đổi diễn ra.
Chính phủ Hoa Kỳ công bố Donovan đã đàm phán giải cứu Powers và Pryor, phục hồi danh dự của ông trong mắt dư luận.

## Diễn viên
- Tom Hanks trong vai James B. Donovan
- Mark Rylance trong vai Rudolf Abel
- Amy Ryan trong vai Mary McKenna Donovan
- Alan Alda trong vai Thomas Watters Jr.
- Scott Shepherd trong vai Hoffman
- Sebastian Koch trong vai Wolfgang Vogel
- Austin Stowell trong vai Francis Gary Powers
- Billy Magnussen trong vai Doug Forrester
- Eve Hewson trong vai Carol Donovan
- Jesse Plemons trong vai Joe Murphy
- Michael Gaston trong vai Đặc vụ Williams
- Peter McRobbie trong vai Allen Dulles
- Domenick Lombardozzi trong vai Đặc vụ Blasco
- Will Rogers trong vai Frederic Pryor
- Dakin Matthews trong vai Thẩm phán Mortimer W. Byers
- Burghart Klaußner trong vai Harald Ott
- Mikhail Gorevoy trong vai Ivan Schischkin
- Stephen Kunken trong vai William F. Tompkins
- Noah Schnapp trong vai Roger Donovan
- Jillian Lebling trong vai Peggy Donovan

## Sản xuất

### Phát triển
Người đàm phán là một bộ phim hợp tác sản xuất giữa Hoa Kỳ, Ấn Độ, Đức và Anh dựa trên kịch bản của Matt Charman và anh em nhà Coen, Studio Babelsberg đồng sản xuất bộ phim. Năm 1959, nhà văn Truman Capote, một cư dân Brooklyn Heights, xuất bản một cuốn hồi ký về vụ bắt giữ Rudolf Abel. Năm 1964, James Donovan xuất bản một cuốn hồi ký tự truyện về vụ trao đổi tù nhân. Trong cuốn sách Berlin: Portrait of a City Through the Centuries xuất bản năm 2014, Rory MacLean mô tả bối cảnh lịch sử của sự cố U-2.
Charman bắt đầu quan tâm đến câu chuyện của Donovan sau khi đọc một cước chú về ông trong cuốn An Unfinished Life: John F. Kennedy, 1917–1963. Sau khi nói chuyện với con trai của Donovan ở Thành phố New York, Charman đề xuất ý tưởng cho một số hãng phim và thuyết phục DreamWorks mua kịch bản. Steven Spielberg, người đồng sáng lập DreamWorks, đồng ý đạo diễn bộ phim vì cha ông đã đi công tác đến Moskva vào thời điểm đó và đã chụp ảnh xác máy bay U-2 của Powers. Marc Platt và Kristie Macosko Krieger làm nhà sản xuất cùng với Spielberg. Anh em nhà Coen sửa đổi kịch bản gốc của Charman.
Tháng 5 năm 2014, Tom Hanks được công bố sẽ đóng vai James Donovan,  Mark Rylance đóng vai Abel. Rylance trước đó đã được mời tham gia bộ phim chiến tranh Empire of the Sun năm 1987 của Spielberg, nhưng từ chối. Rylance cho rằng việc anh em nhà Coen sửa đổi kịch bản đã cải thiện đáng kể vai của mình. Amy Ryan, Alan Alda, Billy Magnussen và Eve Hewson cũng được công bố sẽ tham gia bộ phim. Participant Media đồng sản xuất bộ phim. Francis Gary Powers Jr., người sáng lập Bảo tàng Chiến tranh Lạnh và là con trai của Francis Gary Powers, được mời làm cố vấn kỹ thuật và xuất hiện thoáng qua trong phim.
Tháng 6 năm 2014, Fox 2000 Pictures đồng ý đồng tài trợ bộ phim với DreamWorks và Participant Media. Disney và Fox thỏa thuận chia sẻ quyền phát hành bộ phim. Trong cuộc phỏng vấn ngày 3 tháng 3 năm 2015, Platt tiết lộ tựa đề bộ phim là Bridge of Spies, nhưng bộ phim được quay dưới tựa đề tạm thời là St. James Place. Quỹ phim liên bang Đức tài trợ bộ phim 3,7 triệu euro.

### Quay phim
Quay phim chính bắt đầu tại Brooklyn, Thành phố New York vào ngày 8 tháng 9 năm 2014. Ngày 14 tháng 9, đoàn làm phim có mặt tại Dumbo, một khu phố ở Brooklyn. Ngày 15 tháng 9, đoàn làm phim có mặt tại Astoria, giữa Công viên Astoria và Đại lộ Ditmars. Cửa hàng tạp hóa trong bộ phim là 5 Corners Deli tại Phố 18 và Đại lộ 26 ở Astoria. Ngày 26 tháng 9, đoàn làm phim có mặt tại Phố 44, giữa Đại lộ Madison và Đại lộ 6, Manhattan. Ngày 27 tháng 9, đoàn làm phim quay Hanks và các diễn viên quần chúng tại Phố Wall. Ngày 28 tháng 9, đoàn làm phim bố trí ô tô, biển báo đường phố, máy tạo mưa và đèn rọi tại góc phố Henry và Love Lane ở khu phố Brooklyn Heights của Brooklyn. Cửa hàng quần áo Brooklyn Pearl trong bộ phim là cửa hàng Perfect Paws tại phố Hicks và phố Pineapple. Ngày 29 tháng 9, đoàn làm phim đến Tòa án phúc thẩm của Tiểu bang New York trên phố Monroe Place và phố Pierrepont. Ngày 6 tháng 10, đoàn làm phim có mặt ở cùng địa điểm trên phố Hicks.

Quay phim tại Thành phố New York kết thúc vào tháng 10. Quay phim ở Berlin và Potsdam, Đức diễn ra từ tháng 10 đến cuối tháng 11. Cảnh Donovan xuống máy bay Douglas C-54 Skymaster được quay tại Sân bay Tempelhof cũ ở Berlin. Cảnh trao đổi tù nhân được quay trên Cầu Glienicke, nơi diễn ra cuộc trao đổi thật vào năm 1962. Đoàn làm phim cấm xe Cầu Glienicke để quay phim vào tuần cuối cùng của tháng 11. Thủ tướng Đức Angela Merkel và nguyên tổng thống Hoa Kỳ Bill Clinton đến phim trường quan sát việc quay phim. Những địa điểm quay phim khác bao gồm Bảo tàng Berlin-Hohenschönhausen và Cung điện Marquardt. Cuối tháng 11, đoàn làm phim đến Wrocław, Ba Lan để quay nhữnh cảnh Đông Berlin và Bức tường Berlin. Quay phim chính kết thúc vào ngày 4 tháng 12 tại Sân bay Tempelhof. Tháng 12, quay phim diễn ra tại Căn cứ Không quân Beale gần Marysville, California. Bộ phim dùng phim 35mm, bao gồm phim âm bản Kodak Vision3 250D 5207 và phim âm bản Vision3 500T 5219.

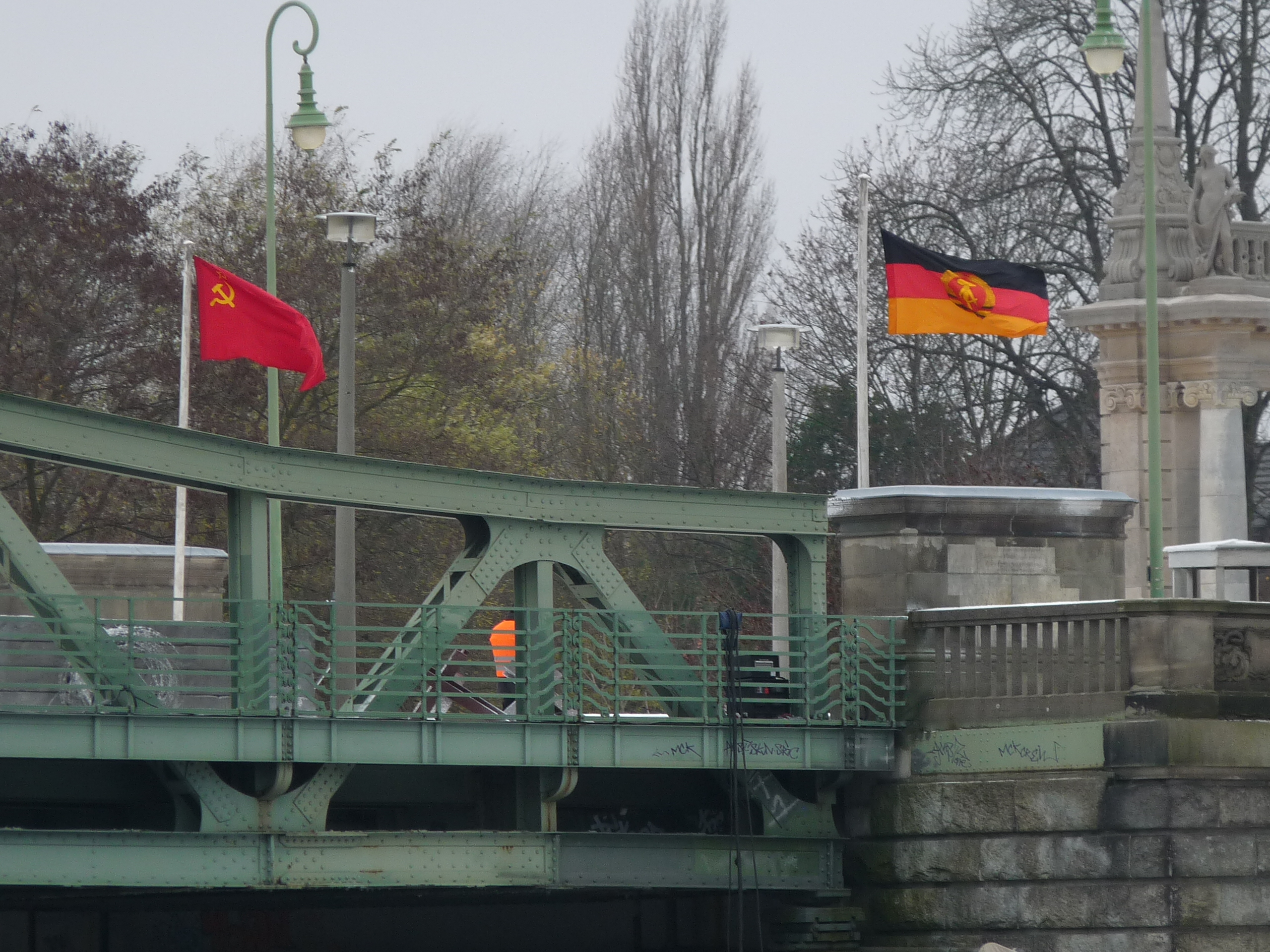
Cầu Glienicke trong quá trình quay phim
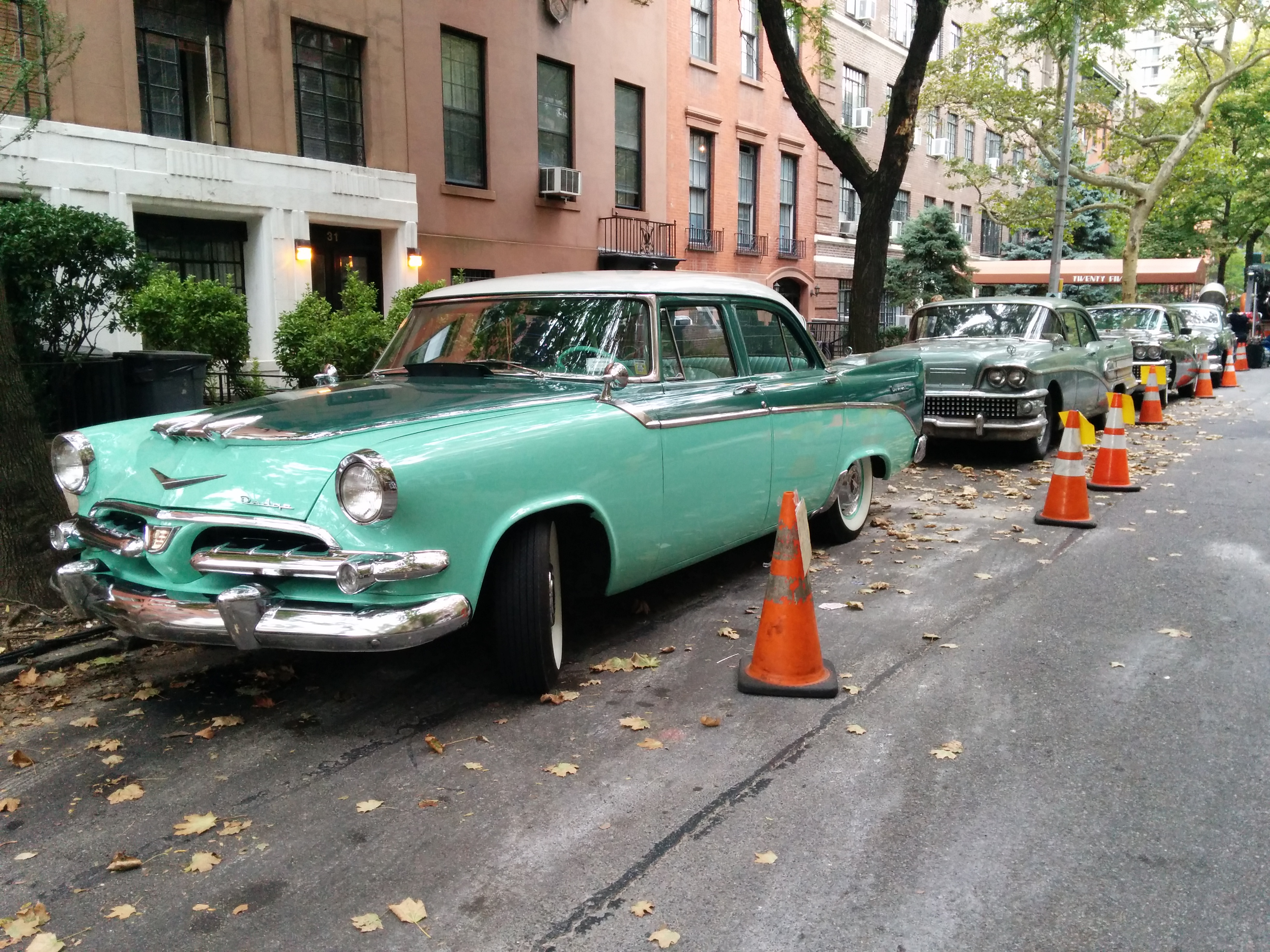
Xe cộ thập niên 1960 tại Brooklyn Heights
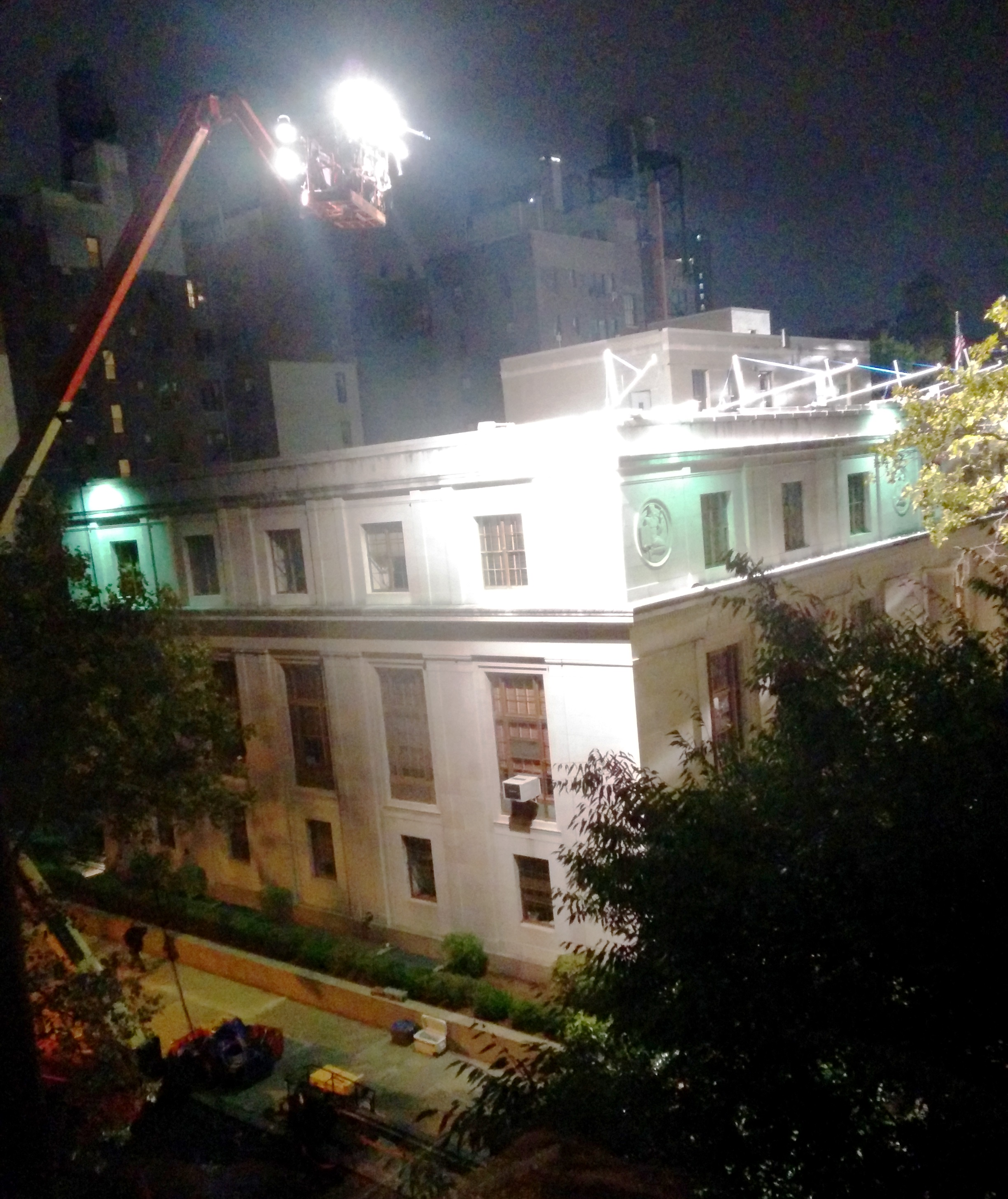
Máy tạo mưa ở Brooklyn Heights

### Nhạc nền phim
John Williams, một người cộng tác thường xuyên với Spielberg, được công bố là người soạn nhạc phim, nhưng phải rút khỏi dự án vì vấn đề sức khỏe. Spielberg sau đó mời Thomas Newman sáng tác nhạc nền phim, lần đầu tiên Spielberg đạo diễn một bộ phim không có nhạc của Williams kể từ The Color Purple năm 1985. Hollywood Records phát hành nhạc nền phim vào ngày 16 tháng 10 năm 2015.

## Phát hành
Áp phích phát hành bộ phim tại Hoa Kỳ được công bố vào ngày 4 tháng 6 năm 2015 và trailer đầu tiên được đăng trên YouTube vào ngày 5 tháng 6. Touchstone Pictures của Walt Disney Studios Motion Pictures phát hành bộ phim tại Hoa Kỳ và Canada. Người đàm phán được công chiếu tại Liên hoan phim New York lần thứ 53 vào ngày 4 tháng 10 năm 2015. Bộ phim được phát hành tại Hoa Kỳ vào ngày 16 tháng 10 năm 2015, 20th Century Fox phát hành bộ phim ở những thị trường khác.

## Đón nhận

### Doanh thu phòng vé
Người đám phán thu về 72,3 triệu đô la Mỹ tại thị trường Bắc Mỹ và 93,3 triệu đô la Mỹ tại những thị trường khác, tổng doanh thu toàn cầu là 165,6 triệu đô la Mỹ so với kinh phí 40 triệu đô la Mỹ.

### Đánh giá chuyên môn
Người đàm phán được giới phê bình đánh giá cao. Trên trang web tổng hợp đánh giá Rotten Tomatoes, 91% trong số 316 bài phê bình được xác định là tích cực, với điểm trung bình là 7,70/10.  Nhìn chung các nhà bình luận đều đồng thuận ở nội dung: "Người đàm phán có sức sống mới trong công thức phim giật gân gián điệp Chiến tranh Lạnh kinh điển của Hollywood, nhờ vào tài năng xuất sắc như thường lệ của Steven Spielberg và Tom Hanks" Trang Metacritic sử dụng công thức bình quân gia quyền, đã chấm bộ phim số điểm 81/100 dựa trên 48 nhà phê bình, cho thấy "sự tán dương rộng rãi". Hãng nghiên cứu CinemaScore chấm bộ phim điểm trung bình là "A" trên thang điểm từ A+ đến F.

## Độ chính xác lịch sử
Bộ phim rút ngắn thời gian các sự kiện so với thực tế. Trong một cuộc phỏng vấn, Frederic Pryor nói rằng nhiều chi tiết về ông trong bộ phim là không chính xác. Ví dụ: Pryor trên thực tế bị bắt giữ sau khi đi du lịch Đan Mạch về khi đi qua Đông Berlin để thăm chị gái của một người bạn mà không biết rằng cô đã trốn sang Tây Berlin và có người giám sát căn hộ của cô để bắt giữ bất kỳ ai cố gắng lấy đồ đạc bên trong. Pryor cũng chỉ trích cách bộ phim miêu tả Wolfgang Vogel, nói rằng Vogel là một người đàn ông tốt bụng, ăn nói lịch sự mà ông sau này kết bạn và thăm thường xuyên.
Donovan không chứng kiến những người vượt Bức tường Berlin bị bắn chết. Vụ việc tương tự duy nhất, vụ bắn chết Peter Fechter, xảy ra vào mùa hè sau cuộc trao đổi tù nhân trên Cầu Glienicke. Donovan bị đe dọa vì bào chữa cho Abel, nhưng nhà ông không bị xả súng và ông không bị cướp áo khoác ở Đông Berlin. Donovan đề nghị thẩm phán tha cho Abel tại tòa án, không phải tại nhà riêng của thẩm phán. Bộ phim không đề cập đến chi tiết Donovan từng là luật sư của Cơ quan Tình báo chiến lược trong Chiến tranh thế giới thứ hai, tiền thân của Cơ quan Tình báo Trung ương.
Trong một cuộc phỏng vấn vào năm 2016,  Beth Amorosi, cháu gái của Donovan, chỉ trích bộ phim miêu tả mối quan hệ giữa Donovan và đặc vụ Cơ quan Tình báo Trung ương quá thù địch vì trên thực tế ông có mối quan hệ rất tốt với Milan C. Miskovsky, đặc vụ hợp tác với ông. Tháng 12 năm 1962, Donovan và Miskovsky giải cứu thành công 1.200 tù nhân ở Cuba.
Rylance đóng vai Abel với giọng Scotland, nhưng Abel sinh ra và lớn lên ở vùng Tyneside tại Bắc Anh chủ yếu nói giọng Geordie.
Trong bộ phim, Powers bị trúng ba tên lửa đất đối không, nhưng trên thực tế Liên Xô phóng hơn 14 tên lửa ông chỉ bị trúng quả đầu tiên trong số ba quả tên lửa đất đối không. Liên Xô điều động một máy bay tiêm kích phản lực Mikoyan-Gurevich MiG-19 để chặn Powers bị trúng tên lửa Liên Xô, khiến phi công Sergei Safronov thiệt mạng.